# 潍坊杯足球赛
潍坊杯国际足球赛是由中国足球协会和潍坊市共同主办，并由山东省足球协会和鲁能泰山足球学校承办的国际足球赛事。自2006年起开始举办，每年一届。
自2007年第二届比赛开始，参赛球队限定为U19球队，俱乐部青年队和国家青年队均可参加。2015年第九届比赛开始，加設女子組賽事。
2016年，潍坊杯在寿光奥体公园体育场设置分赛场，这是潍坊杯十年来首次将比赛场地设在潍坊市区之外。

## 歷届冠軍
| 年份 | 年份 | 冠軍                   | 比數                   | 亞軍                   |
| ---- | ---- | ---------------------- | ---------------------- | ---------------------- |
| 2006 | U15  | 山东鲁能               | 1                      | 拜仁慕尼黑             |
| 2006 | U13  | 山东鲁能               | 4–0                    | 北京国安               |
| 2007 | 2007 | 澳大利亚国青           | 1                      | 中國国青               |
| 2008 | 2008 | 沒有舉辦               | 沒有舉辦               | 沒有舉辦               |
| 2009 | 2009 | 西班牙人               | 1–0                    | 中國国青               |
| 2010 | 2010 | 中國国青               | 3–1                    | 天津泰达               |
| 2011 | 2011 | 瓜达拉哈拉芝华士       | 3–1                    | 中國国青               |
| 2012 | 2012 | 比利亞雷阿爾           | 1–0                    | 朝鮮国青               |
| 2013 | 2013 | 聖保羅                 | 4–0                    | 山东鲁能               |
| 2014 | 2014 | 河床                   | 1-0                    | 山东鲁能               |
| 2015 | 男子 | 沃尔夫斯堡             | 1-0                    | 瓜达拉哈拉芝华士       |
| 2015 | 女子 | 中國女子U16            | 1                      | 乌兹别克女子U16        |
| 2016 | 男子 | 巴西体育               | 4-1                    | 中國国青               |
| 2016 | 女子 | 中國女子U17            | 1                      | 日本女子U17            |
| 2017 | 男子 | 沃尔夫斯堡             | 4-0                    | 巴西体育               |
| 2017 | 女子 | 中國女子U16            | 1                      | 美國女子U16            |
| 2018 | 男子 | 博卡青年               | 3-0                    | 山东鲁能               |
| 2018 | 女子 | 美国女子U15            | 1                      | 日本女子U15            |
| 2019 | 男子 | 博卡青年               | 2-0                    | 桑托斯                 |
| 2019 | 女子 | 中国女子U16            | 1                      | 新西兰女子U16          |
| 2020 | 2020 | 受新冠疫情影响沒有舉辦 | 受新冠疫情影响沒有舉辦 | 受新冠疫情影响沒有舉辦 |
| 2021 | 2021 | 受新冠疫情影响沒有舉辦 | 受新冠疫情影响沒有舉辦 | 受新冠疫情影响沒有舉辦 |
注

## 歷届参赛队伍

### 2006年
- U15组：
  -  山东鲁能
  -  拜仁慕尼黑
  -  武汉光谷
  -  首尔联
  -  悉尼
  -  山东元丰
- U13组：
  -  山东鲁能
  -  北京国安
  -  贝尔格莱德
  -  大阪樱花
  -  澳大利亚
  -  磐田
  -  深圳
  -  成都

### 2007年
- 澳大利亚国青
- 中国国青
- 伊朗国青
- 乌兹别克斯坦国青
- 韩国国青
- 山东鲁能

### 2009年
- 西班牙人
- 中国国青
- 塞尔维亚国青
- 城南一和
- 尼日利亚
- 全南天龙
- 山东鲁能
- 澳大利亚

### 2010年
- 山东鲁能
- 天津泰达
- 珀斯光荣
- 也门国青（后弃权）
- 鲁宾
- 中国国青
- 韩国高中联
- 阿联酋国青

### 2011年
- 中國国青
- 印度国青
- 本菲卡
- 維拉利爾
- 瓜达拉哈拉芝华士
- 山东鲁能
- 韩国高中联队
- 阿德萊德聯

### 2012年
- 中國国青
- 維拉利爾
- 桑普多利亚
- 朝鮮国青
- 山东鲁能
- 柏太阳神
- 阿德萊德聯
- 本菲卡
- 辽宁青年
- 山东青年
- 杭州绿城
- 黃金海岸聯

### 2013年
- 中國国青
- 緬甸国青
- 伊朗国青
- 巴林国青
- 蒙古国青
- 朝鮮国青
- 山东鲁能
- 香港流浪
- 波尔图
- 桑德兰
- 瓜达拉哈拉芝华士
- 博塔弗戈

### 2014年
- 中國国青
- 山东鲁能
- 沃尔夫斯堡
- 里斯本竞技
- 河床
- 聖保羅
- 瓜达拉哈拉芝华士
- 开普敦阿贾克斯

### 2015年
- 男子組：
  -  沃尔夫斯堡
  -  河床
  -  阿根廷青年
  -  ADO海牙
  -  瓜达拉哈拉芝华士
  -  吉馬良斯維多利亞
  -  鲁能DB聯隊
  -  中國国青
- 女子組：
  -  乌兹别克女子U16
  -  中國女子U16
  -  吉爾吉斯女子U16
  -  馬來西亞女子U16

### 2016年
- 男子組：
  -  中國国青
  -  山东鲁能泰山
  -  沃尔夫斯堡
  -  本菲卡
  -  皇家马德里
  -  巴西体育
  -  鹿岛鹿角
  -  劳德代尔堡前锋
- 女子組：
  -  中國女子U17
  -  加拿大女子U17
  -  日本女子U17
  -  新西蘭女子U17

### 2017年
- 男子組：
  -  山东鲁能泰山
  -  巴西体育
  -  纽卡斯尔喷气机
  -  FC东京
  -  瓜达拉哈拉芝华士
  -  歐登塞
  -  布鲁日
  -  沃尔夫斯堡
- 女子組：
  -  美國女子U16
  -  加拿大女子U16
  -  日本女子U16
  -  中國女子U16

### 2018年
- 男子組：
  -  山东鲁能泰山
  -  大连一方
  -  上海上港
  -  博卡青年
  -  河床
  -  巴西体育
  -  纽卡斯尔喷气机
  -  本菲卡
  -  西班牙人
  -  莫斯科斯巴达
  -  桑托斯拉古纳
- 女子組：
  -  美國女子U15
  -  捷克女子U15
  -  日本女子U15
  -  中國女子U15

### 2019年
- 男子組：
  -  山东鲁能泰山
  -  上海申花
  -  河北华夏幸福
  -  博卡青年
  -  尼斯
  -  巴西体育
  -  桑托斯
  -  狼队
  -  葡萄牙体育
  -  西班牙人
  -  狼队
  -  桑托斯拉古纳
- 女子組：
  -  泰国女子U16
  -  新西兰女子U16
  -  智利女子U16
  -  中國女子U16

## 其他相關賽事
- 熊猫杯国际青年足球邀请赛
- 中国国际青年足球四国邀请赛